# Kozin Victor
Víctor Mikhailovich Kozin (em russo, Козин Виктор Михайлович; Sita, Krai de Khabárovsk, 22 de Fevereiro de 1953) é um cientista soviético e russo, Doutor em Ciências Técnicas (SD) e Professor Catedrático (PhD). Foi condecorado como Inventor Honrado da Federação Russa em 2000, e em 2008 tornou-se membro da Academia de Russa de Ciências Naturais.

## Biografia e percurso profissional
Estudou no Instituto Politécnico de Komsomolsk-de-Amur (1975), e fez o mestrado no Instituto Politécnico de Gorki (1983). Estagiou no Instituto de Construção Naval de Leninegrado (1978, 1986). A sua vida profissional começou na fábrica naval do Estaleiro de Nikoláiev (1974). Desde 1975 ocupou-se com actividades científico-pedagógicas no Instituto Politécnico de Komsomolsk-de-Amur (actualmente Universidade Técnica Estatal “KnAGTU”), exercendo as funções de assistente, professor catedrático, docente e desde 1990 é responsável de Laboratório de Equipamentos de Congelação e desde 2006 é responsável de Laboratório do Corpo Sólido Deformado do Instituto de Metalurgia e da Introdução de Maquinaria da Academia de Ciências da Rússia.

## Resultados principais da sua actividade científica
- Desenvolveu e introduziu em prática o meio de ressonância de destruição de camada de gelo, que é realizado por navios-anfíbios de colchão de ar, o que permite diminuir os gastos com energia para destruição de gelo em comparação com as tecnologias tradicionais (uso de navios quebra-gelos ou de aplicadores quebra-gelo, entre outros).

- Propôs a metodologia de avaliação de qualidades de quebra-gelo nos submarinos, que destroem a cobertura de gelo com o meio de ressonância na sua subida. Obteve as dependências da avaliação da capacidade nominal da cobertura de gelo na sua utilização como caminhos de inverno, ferry de inverno e pistas de pouso e descolagem em aterragens de emergência de aviões.

- Desenvolveu as construções, que aumentam a capacidade nominal da cobertura de gelo, que é utilizado como plataformas de carga. Aperfeiçoou as tecnologias de utilização da camada de gelo para o transporte de carga, que evitam as situações de emergência, nomeadamente, como os regimes de movimento de transporte, tal como os equipamentos que aumentam a carga máxima do gelo na sua carga dinâmica.

- Patenteou os meios e desenvolveu as construções que permitem destruir a camada de gelo na eliminação de congestionamento nos rios na altura de congelamentos e passagem de gelo com maior eficácia comparativamente com as tecnologias existentes. Aperfeiçoou a tecnologia de trabalhos de detonação para a prevenção das dificuldades relacionadas com o congelamento nas vias fluviais, que são a razão de cheias destrutivas.

- Baseando na utilização de elementos de ligas fáceis semelhantes à liga de Wood, desenvolveu os meios e os equipamentos para o balanceamento automático de rotores, que são protegidos por um conjunto de patentes da Rússia.

- Propôs a tecnologia e o equipamento para a limpeza do gelo de coberturas sólidas rodoviárias. As soluções desenvolvidas permitem em regime poupado para os pavimentos efectuar a limpeza de vias, várias vezes mais eficaz, comparativamente com as construções e tecnologias existentes.

- Com a participação do V.M. Kozin foi terminada a construção da única piscina de testes no Extremo Leste russo (45 x 4,2 x 4,0) em Comsomolsk-na-Amur em Universidade Técnica.

## Participação em actividades científicas
- Simpósio internacional ISOPE “The Sixth (2004) Pacific/Asia Offshore Mechanics Setembro, 2004, Vladivostok, Rússia (relatório sectorial)”
- Nas conferências regionais “Problemas de mecânica do meio completo e as questões relacionadas em tecnologias de construção de maquinaria” (2004, 2005) Comsomolsk-na-Amur, Rússia (relatórios sectoriais)
- Simpósio internacional “The Seventh (2006) ISOPE Pacific/Asia Offshore Mechanics Simposium, Setembro, 2006, Dalian, China” (relatório sectorial)
- Simpósio internacional ISOPE “The Proceedings of the Seventlenth (2007) International Offshore and Polar Engineering Conference. Julho, 2007, Lisboa, Portugal” (relatório sectorial)
- Simpósio internacional ISOPE “The Eighteenth (2008) International Offshore and Polar Engineering Conference. Julho, 2007, Vancouver, Canadá” (relatório sectorial)